# 915 Cosette
915 Cosette este un asteroid din centura principală, descoperit pe 14 decembrie 1918, de François Gonnessiat.

## Numele asteroidului
Asteroidul a primit numele în onoarea celei mai tinere fiice a descoperitorului, cu prenumele Cosette.